# Bruno Ramann
Adam August Moritz Bruno Ramann (* 17. April 1832 in Erfurt; † 13. März 1897 in Dresden) war ein deutscher Komponist und Bühnenschriftsteller.

## Leben und Wirken
Er war der Sohn eines Kaufmanns und wurde in Erfurt in der preußischen Provinz Sachsen geboren. Nach dem Schulabschluss schlug er zunächst eine kaufmännische Ausbildung ein, studierte an der Universität Leipzig Musik und ließ sich 1871 in Dresden nieder, wo er als Tonkünstler, Bühnenschriftsteller und Musikkritiker tätig war.

## Werke (Auswahl)
- Das Gastmahl in Rudolstadt. 1884.
- Eine schöne Geschichte. 1884.
- Wunderkur 1886.
- Wachstubenabenteuer. 1886.
- Mein Roman. 1888.